# 러시아의 언어
러시아의 언어, 즉 러시아에서 쓰이는 언어들은 100개 이상으로 조사되며. 표기문자가 특별히 없는 언어를 포함하면. 약 130종에 이른다. 그 중 가장 크고 흔한 언어는 러시아어이다. 러시아어는 러시아의 공용어이며, 거의 99%의 주민들이 러시아의 유럽 지역과 아시아 지역에서 러시아어를 사용할 수 있고, 또 사용한다.
각 행정구역에선 러시아어 이외에도 그 공화국에서 지정한 언어도 공용어로 지정되어 있다. 러시아에는 다양한 언어집단, 민족집단이 모여 살아가기 때문에, 러시아에서 쓰이는 언어들은 서로 다른 여러 가지 어족에 속해 있다. 러시아에서 쓰이는 거의 대부분의 언어들은 인도유럽어군에 속한다. 예전부터 러시아어가 사용되지 않던 지역이라고 하더라도, 러시아어는 반드시 교육되는 것이 일반적이다. 외국어로는 영어, 프랑스어, 독일어가 널리 쓰인다. 그 밖에 카프카스 지방에서 사용되고 있는 카프카스어·나흐어 등과 고시베리아 여러 언어가 있다.

## 러시아의 공용어 목록
비록 러시아어가 러시아 연방의 공용어지만, 러시아의 여러 공화국과 자치구에선 러시아어 외에도 각 공용어로 지정한 언어가 있다. 다음은 러시아의 여러 공화국과 자치구, 유대인 자치주에서 러시아어외에도 공용어로 지정된 언어 목록이다.
맨 위와 아래를 기준으로
같은 사용지역끼리 모이도록 순서를 변경하였다.
공화국, 자치구, 자치주.(주, 지방#러시아어 제외)
| 언어                       | 어족                       | 연방주체                                | Source       |
| -------------------------- | -------------------------- | --------------------------------------- | ------------ |
| 아바자어                   | 북서캅카스어족             | 카라차예보체르케시야                    | [ 1 ]        |
| 아디게어                   | 북서캅카스어족             | 아디게야                                | [ 2 ]        |
| 아바르어                   | 북동캅카스어족             | 다게스탄 공화국                         | [ 3 ]        |
| 알타이어                   | 튀르크어족                 | 알타이 공화국                           | [ 4 ] [ 5 ]  |
| 바시키르어                 | 튀르크어족                 | 바시코르토스탄                          | 지역법 참고. |
| 부랴트어                   | 몽골어족                   | 부랴티야                                | [ 7 ]        |
| 체첸어                     | 북동캅카스어족             | 체첸 공화국, 다게스탄 공화국            | [ 8 ]        |
| 추바시어                   | 튀르크어족                 | 추바시야                                | [ 9 ]        |
| 크림 타타르어              | 튀르크어족                 | 크림반도                                |              |
| 에르자어                   | 우랄어족                   | 모르도바 공화국                         | [ 10 ]       |
| 인구시어                   | 북동캅카스어족             | 인구셰티야                              | [ 11 ]       |
| 카바르다어                 | 북서캅카스어족             | 카바르디노발카리야 카라차예보체르케시야 | [ 1 ] [ 12 ] |
| 칼미크어                   | 몽골어족                   | 칼미키야                                | [ 13 ]       |
| 카라차이발카르어           | 튀르크어족                 | 카바르디노발카리야 카라차예보체르케시야 | [ 1 ] [ 12 ] |
| 하카스어                   | 튀르크어족                 | 하카시야                                | [ 14 ]       |
| 코미어                     | 우랄어족                   | 코미 공화국                             | [ 15 ]       |
| 산지 마리어, 목초지 마리어 | 우랄어족                   | 마리옐 공화국                           | [ 16 ]       |
| 목샤어                     | 우랄어족                   | 모르도바 공화국                         | [ 10 ]       |
| 노가이어                   | 튀르크어족                 | 카라차예보체르케시야, 다게스탄 공화국   | [ 1 ]        |
| 오세트어                   | 인도유럽어족 (이란어군)    | 북오세티야                              | [ 17 ]       |
| 타타르어                   | 튀르크어족                 | 타타르스탄                              | [ 18 ]       |
| 투바어                     | 튀르크어족                 | 투바 공화국                             | [ 19 ]       |
| 우드무르트어               | 우랄어족                   | 우드무르티야                            | [ 20 ]       |
| 우크라이나어               | 인도-유럽어족 (슬라브어군) | 크림반도                                |              |
| 야쿠트어                   | 튀르크어족                 | 사하 공화국                             | [ 21 ]       |
| 이디시어                   | 서게르만어군               | 유대인 자치주                           | [ 22 ]       |

1. 1 2  Annexed by Russia in 2014; recognized as a part of Ukraine by most of the UN Member States.

## 예전 공용어
타이미르 자치구, 예벤키 자치구, 코랴크 자치구, 코미페르먀크 자치구, 우스티오르딘스키부랴트 자치구, 아긴스크부랴트 자치구에선 예전에 러시아어외에도 공용어로 지정한 언어들이 있었지만, 현재는 일부 행정구역이 통합되거나 폐지되는 등 지금은 예전에 공용어로 지정되었던 행정구역의 언어들은 옛 행정 구역에 거주했던 소수민족사이에서 쓰이고 있다. 아래는 예전에 공용어로 지정되었던 언어들 목록이다.
1. 돌간어 (예전엔 타이미르 자치구의 공용어)
2. 예벤키어 (예전엔 예벤키 자치구의 공용어)
3. 코미페르먀크어 (예전엔 코미페르먀크 자치구의 공용어)
4. 코랴크어 (예전엔 코랴크 자치구의 공용어)

예외 부랴트어 (예전엔 우스티오르딘스키부랴트 자치구, 아긴스크부랴트 자치구의 공용어)

## 폐지될 예정의 공용어
위의 '공용어 목록'과 '예전 공용어'에 공동으로 출연한 부랴트어는 부랴트 공화국, 아긴스크부랴트 자치구, 우스티오르딘스키부랴트 자치구에선 러시아어와 함께 공용어이다. 우스티오르딘스키부랴트 자치구는 러시아의 자치구로 러시아어와 함께 공용어로 지정되었으나 2008년 1월 1일에 이르쿠츠크 주와 통합됨에 따라 폐지되었다. 그리고 아긴스크부랴트 자치구도 치타 주와 2008년 3월 1일에 자바이칼 지방으로 통합됨에 따라 폐지되었다.

## 같이 보기
- 러시아의 언어 목록